# Ascoli Piceno

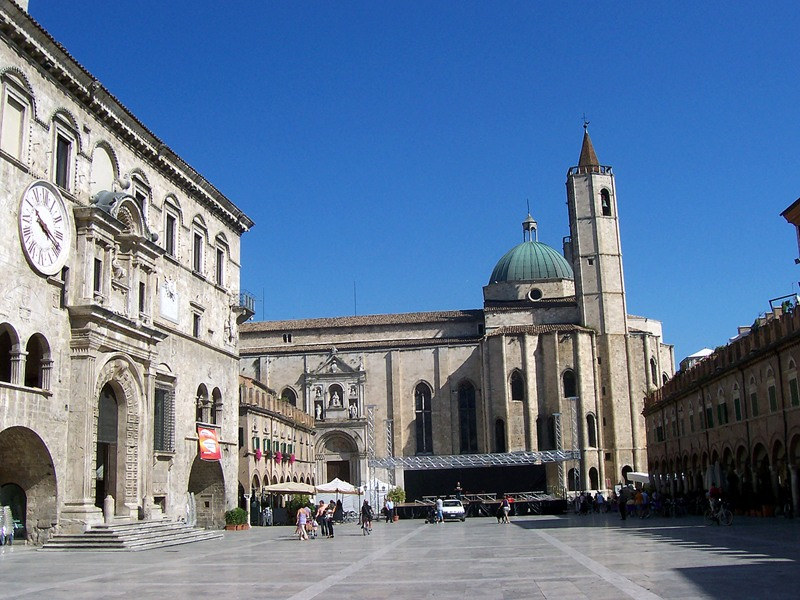
Palazzo dei Capitani, baptisterium a katedrála

Ascoli Piceno [askoli pičéno] (latinsky Asculum) je italské historické město v oblasti Marche a hlavní město stejnojmenné provincie. Leží na soutoku řeky Tronto a říčky Torrente Castellano, asi 25 km od pobřeží Jaderského moře. Ze tří stran je obklopeno horami a v jeho sousedství leží dva národní parky: Monti Sibillini a Monti della Laga. Město má asi 50 tisíc obyvatel, je sídlem univerzity a biskupství.

## Historie
Už za římské republiky tudy procházela silnice Via Salaria, kudy se do Říma dovážela sůl. O významu města svědčí, že se zde zachovaly tři římské mosty, brány a zbytky hradeb, vykopávky odkryly římské divadlo a řadu dalších staveb. Také půdorys historické části města s pravoúhlými bloky a základním křížem ulic je patrně římského původu. Roku 268 př. n. l. bylo připojeno k Římu jako foederata a roku 89 př. n. l. po vzpouře dobyto a zničeno republikánským vojevůdcem Pompeiem Strabonem. V raném středověku bylo zničeno Ostrogóty a v letech 593–789 bylo součástí lombardského Vévodství spoletského. Později je ovládli Frankové, ale městu pak vládli místní biskupové. Roku 1189 vznikla samosprávná republikánská obec, ale vnitřní spory a úpadek umožnily, aby se ho ve 14. století zmocnil kondotiér Galeozzo Malatesta a v 15. století Francesco Sforza. Toho občané sice roku 1482 vyhnali, stali se však součástí papežského státu až do roku 1860, kdy byla celá oblast Marche připojena k Italskému království.

## Pamětihodnosti
- Starověké
  - Most Solestà a stejnojmenná brána
  - Ponte di Cecco
  - Porta Gemina a dvě další brány, ve středověku přestavěné
  - Vykopávky včetně římského divadla
- Piazza Arringo
  - Katedrála sv. Emygdia na Piazza Arringo, pozdně gotický trojlodní halový kostel na románských základech s osmibokou kopulí nad křížením, s renesančním průčelím a jednou věží. Průčelí je – jako u sousedních staveb – z místního travertinu. Nad hlavním oltářem visí polyptych Carlo Crivelliho z roku 1473, oltářní mensu zepředu kryje stříbrné antependium ze 14. století.
  - Baptisterium sv. Jana (křestní kaple), osmiboká románská stavba v sousedství katedrály.
  - Palazzo dei Capitani na tomtéž náměstí, sídlo městské rady, později guvernéra. V části budovy je městská galerie.
- Piazza del Popolo, patrně na místě římského fóra
  - Kostel svatého Františka je prostorný pozdně gotický halový kostel s křížovými klenbami, s osmibokou kopulí a štíhlou šestibokou zvonicí po straně závěru. Byl založen roku 1258 a dokončen 1371, zvonice je z 15. století a mědí pokrytá kopule z roku 1548.
  - Na východní stěnu kostela navazuje Loggia dei Mercanti, lodžie obchodníků se suknem.
  - Další blok k severu tvoří bývalý františkánský klášter s pozdně gotickým rajským dvorem a křížovou chodbou.
  - Café Meletti, stylová kavárna v secesním slohu

- Kostel P. Marie mezi vinicemi (Santa Maria inter vineas) je prostá stavba ze 13. století v přechodném, románsko-gotickém slohu, sloupy rozdělená do tří lodí. Volně stojící zvonice je patrně z téže doby.
- Kostel svatého Tomáše z roku 1064, přestavěný ve 13. století, je románská stavba s věží v průčelí. Rajský dvůr v přilehlé, dříve klášterní budově slouži muzeu keramiky.

### Galerie

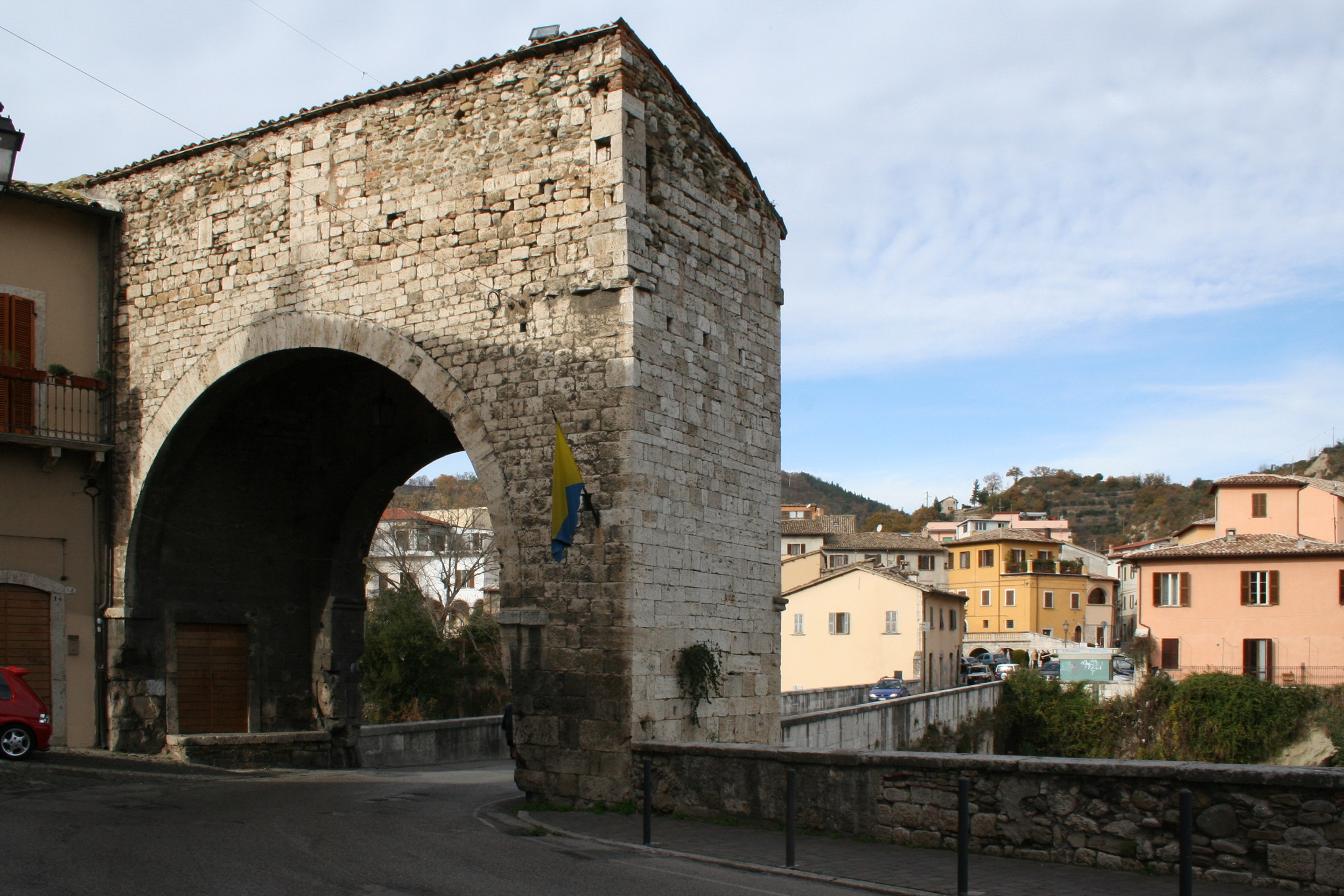
Brána a most Solestà
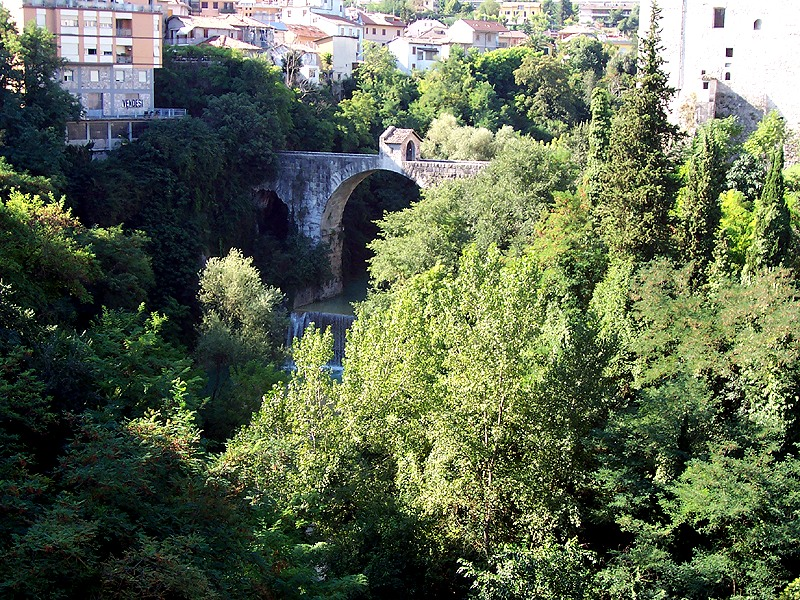
Ponte di Cecco
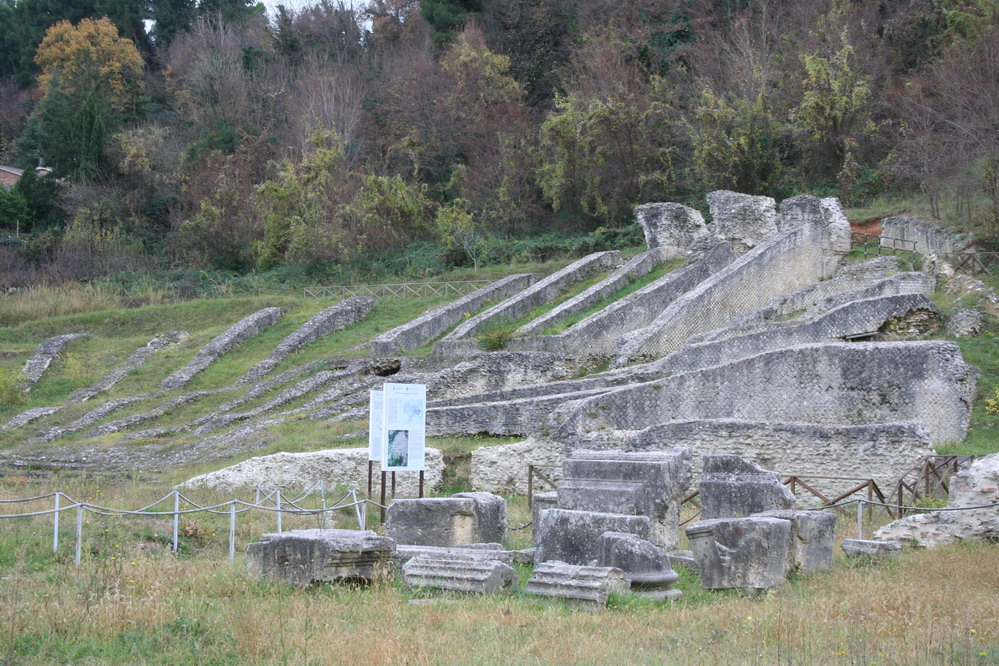
Římské divadlo
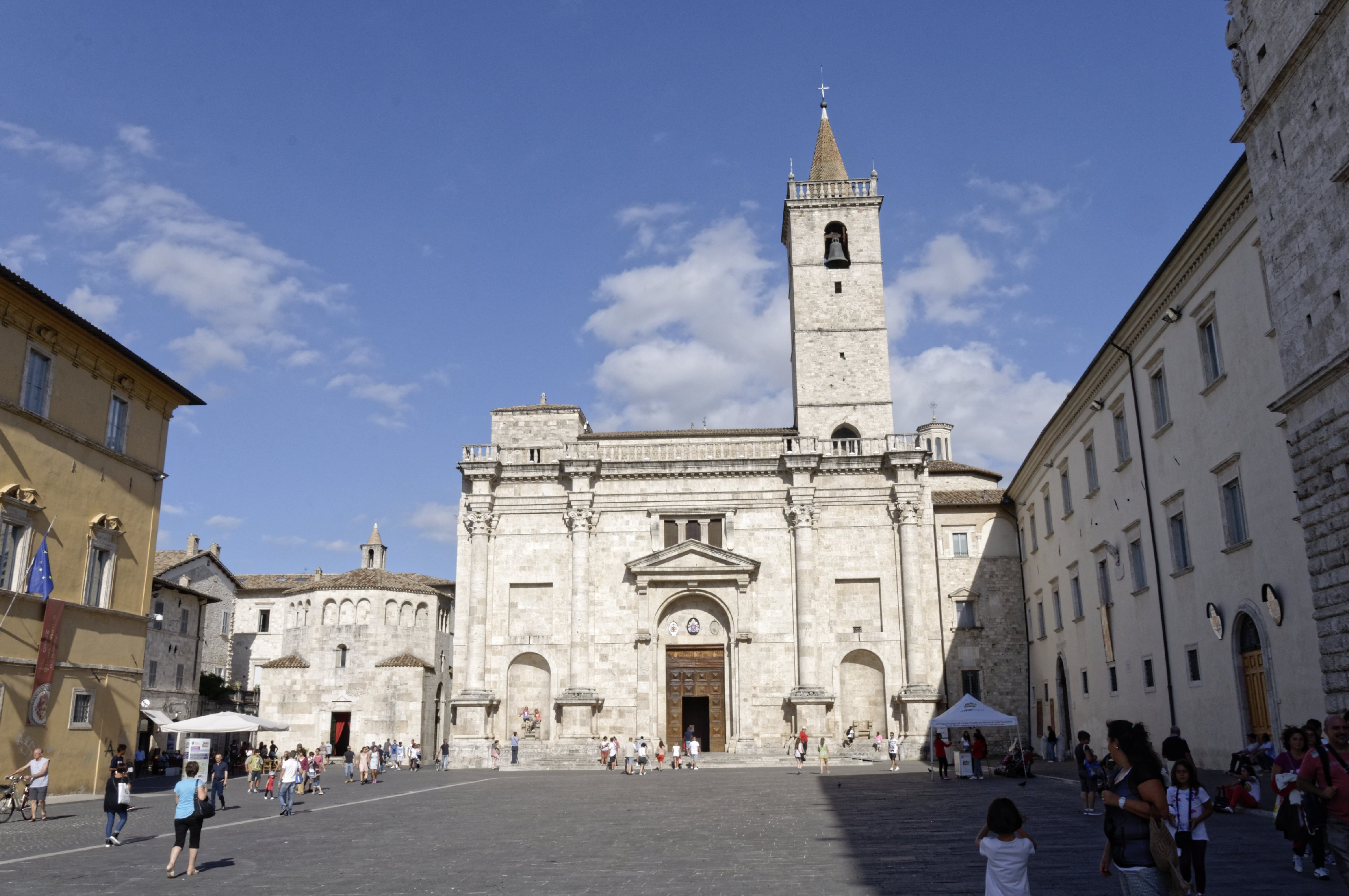
Katedrála a baptisterium
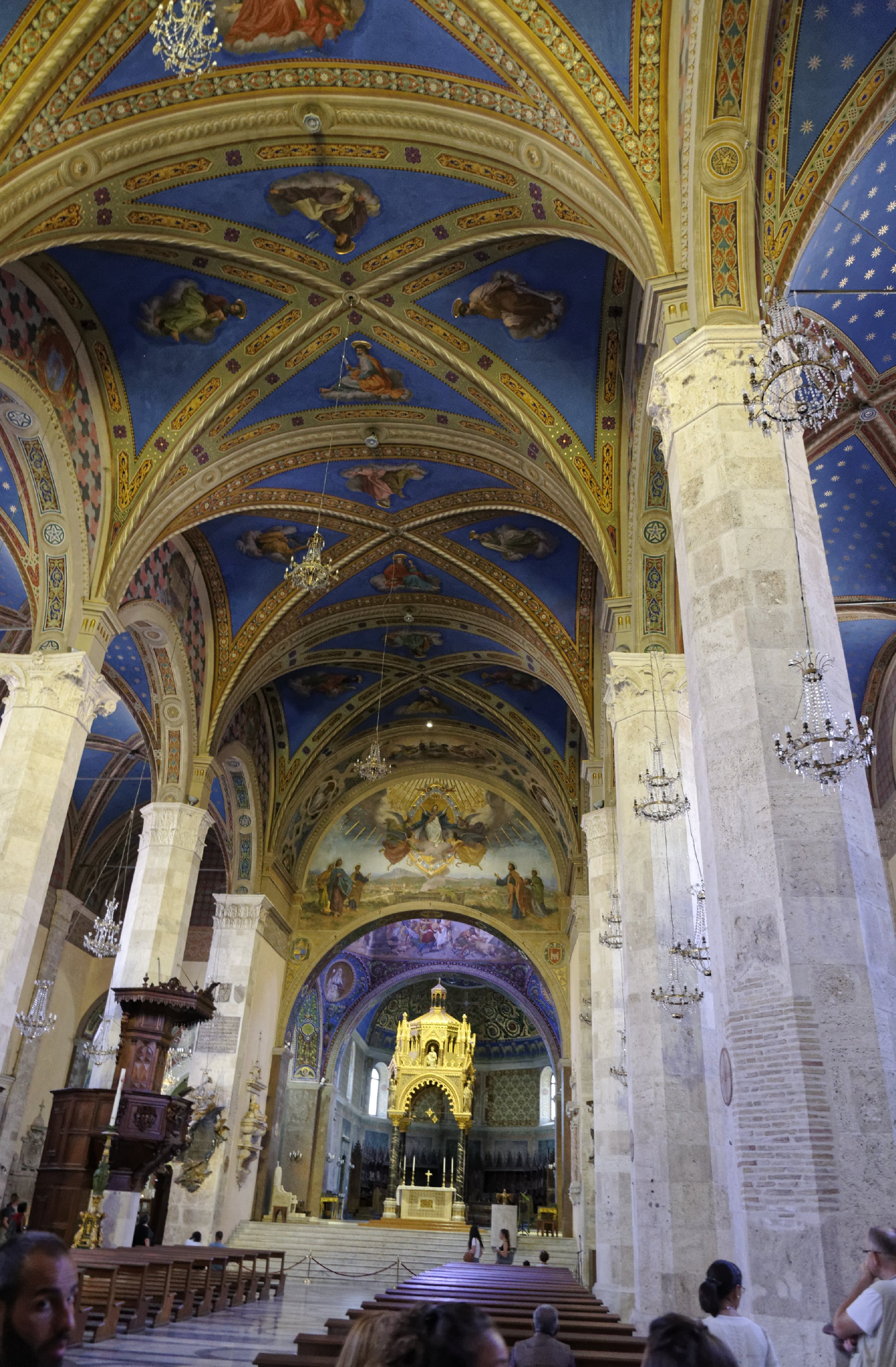
Katedrála, interiér
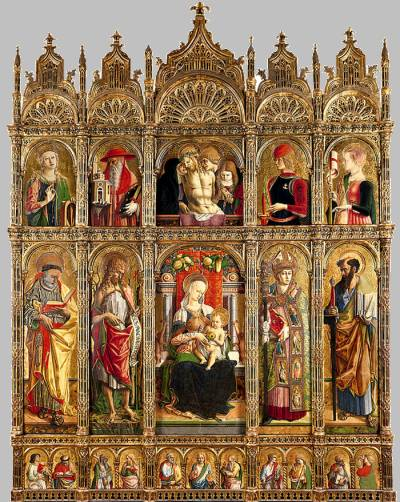
C. Crivelli, Polyptych sv. Emidia (kolem 1475)
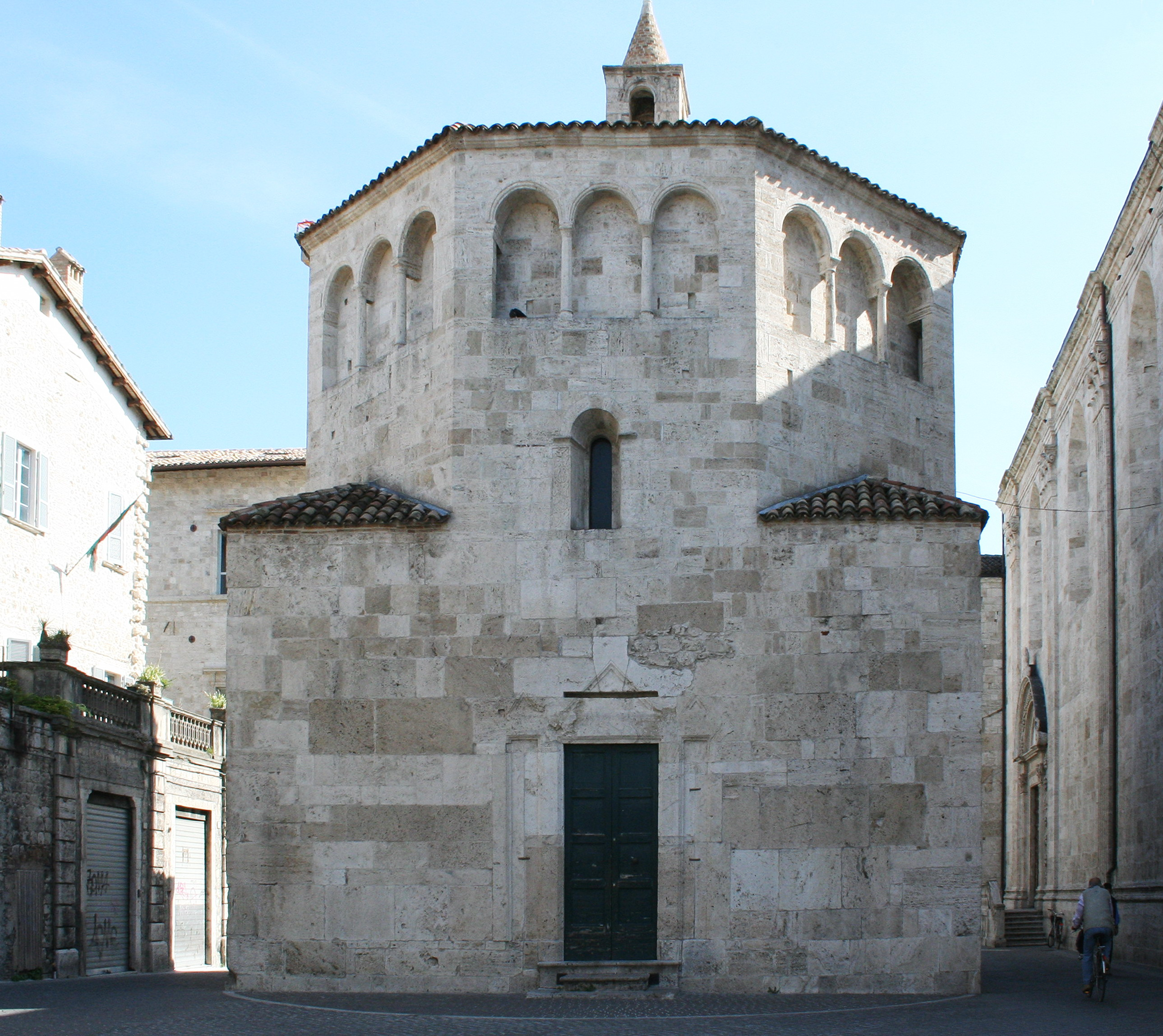
Baptisterium sv. Jana

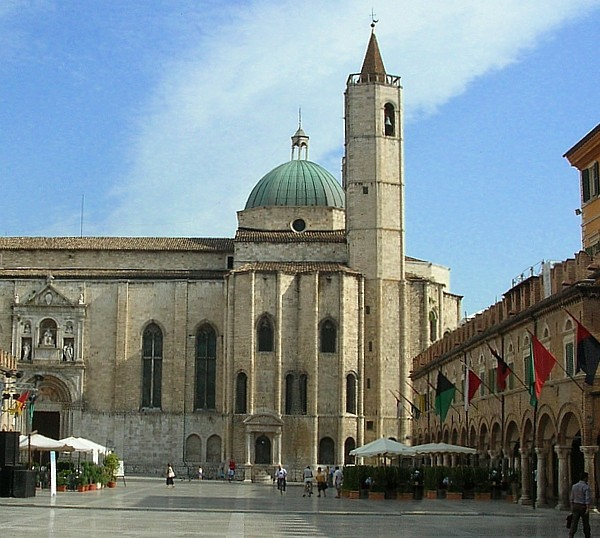
S. Francesco, Piazza del Popolo
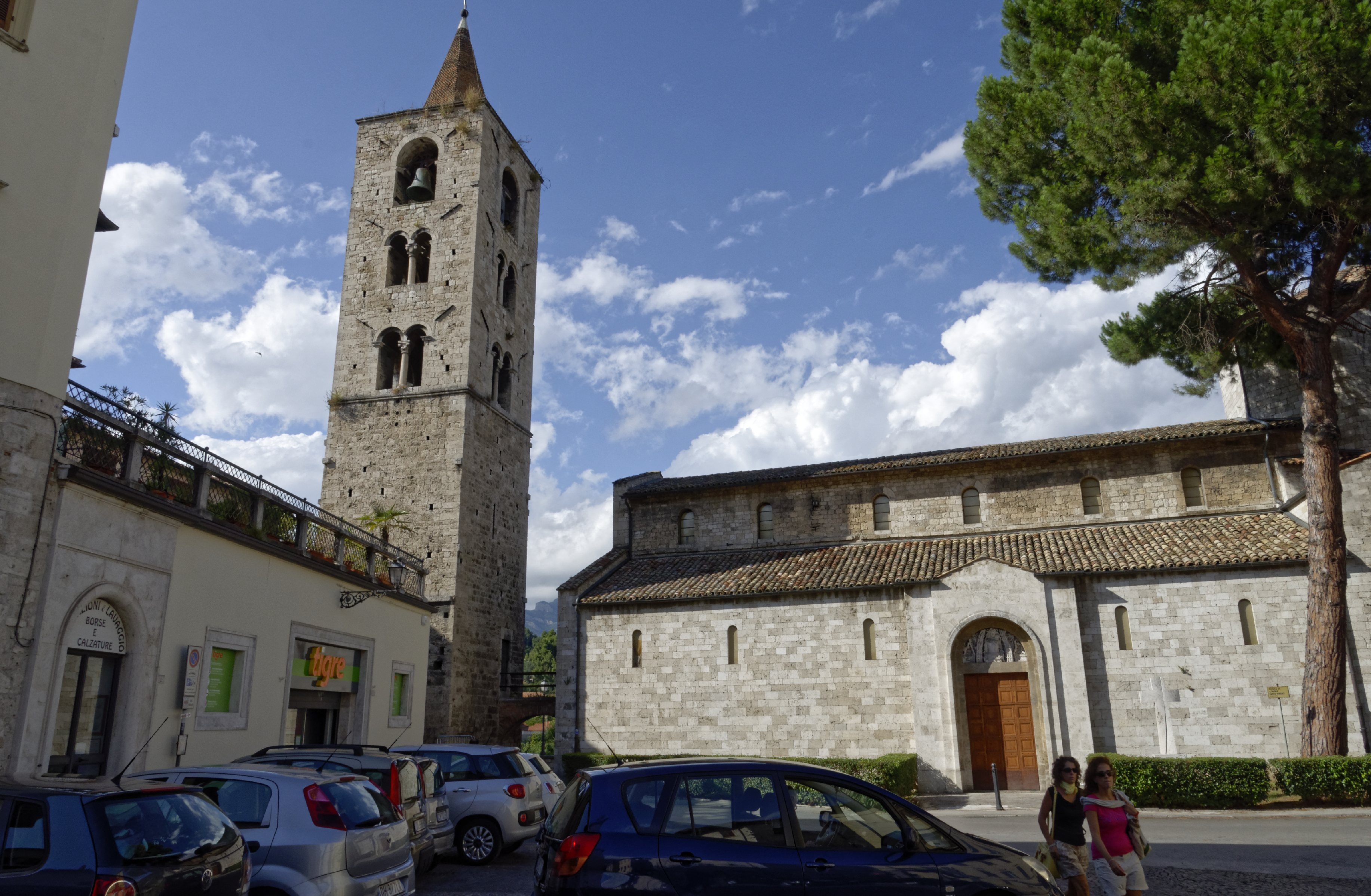
S. Maria inter vineas
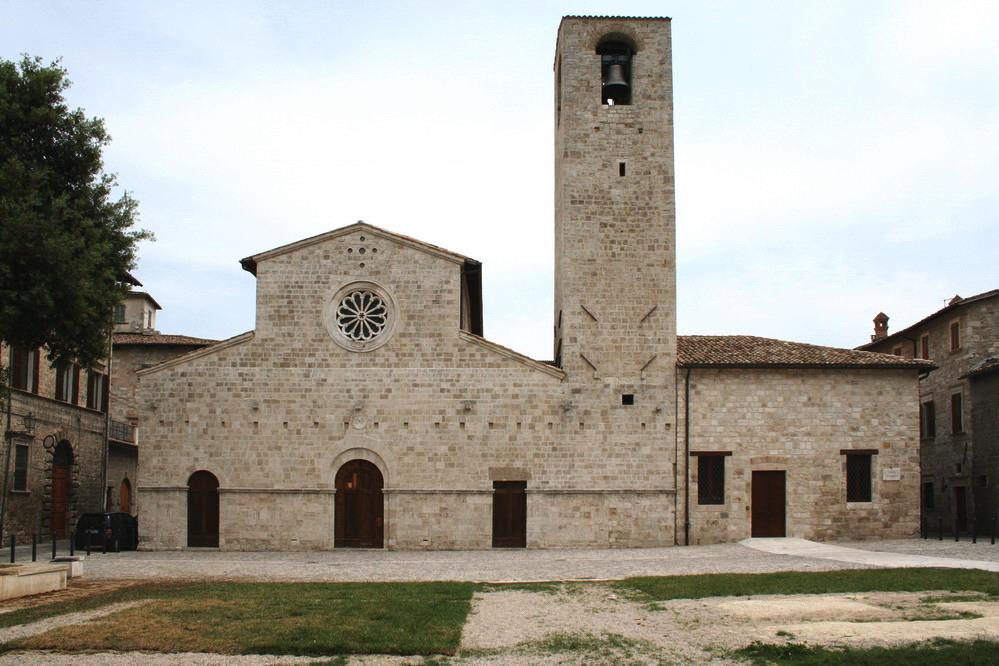
S. Tommaso
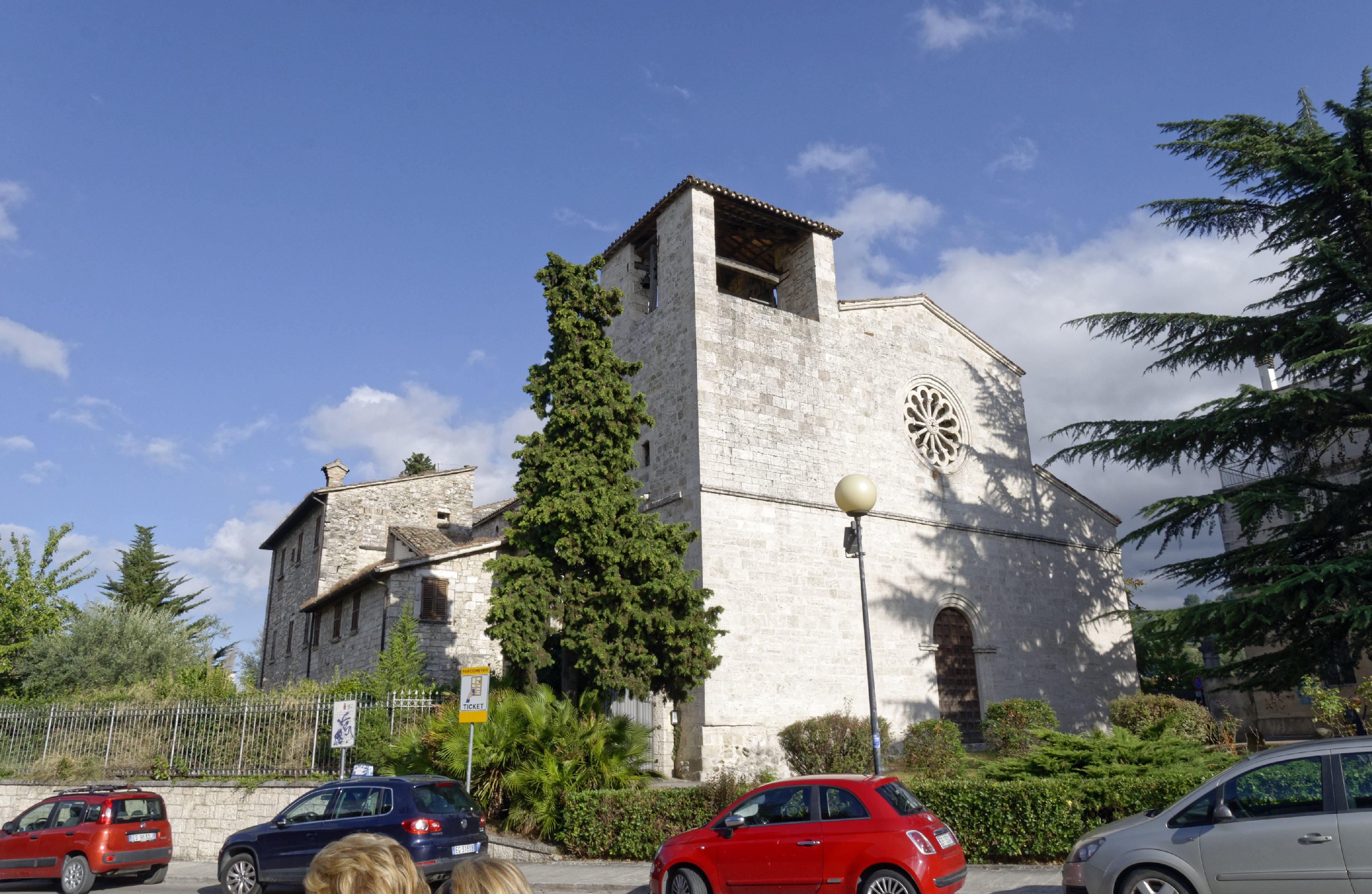
San Vittore
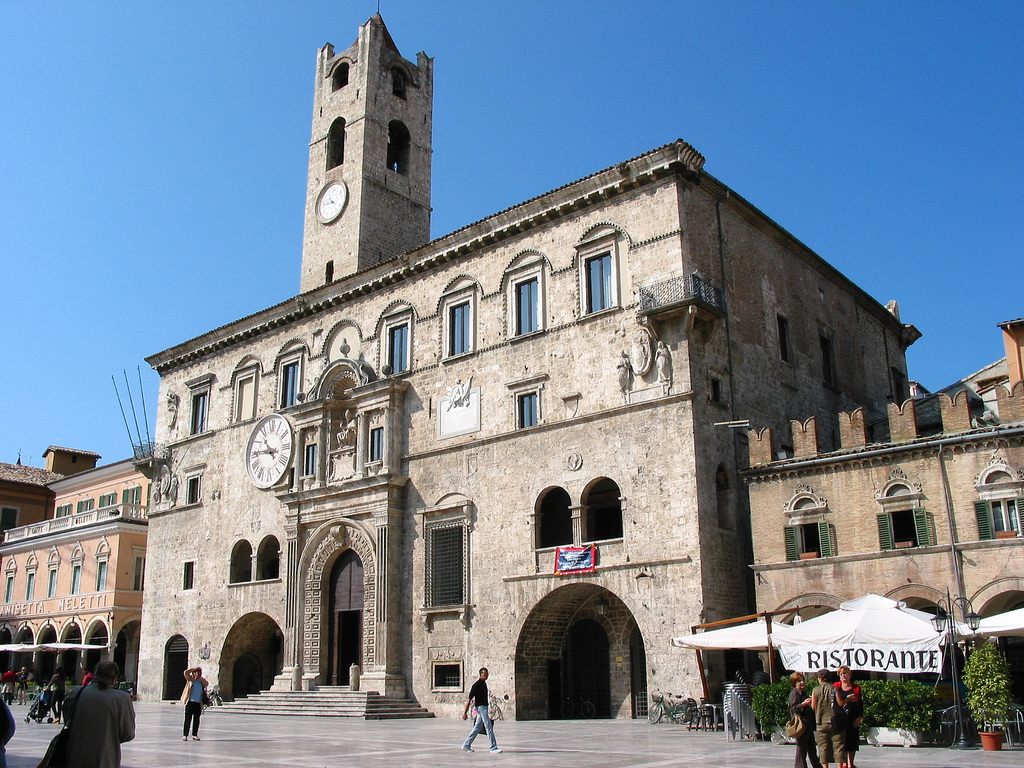
Palazzo dei Capitani
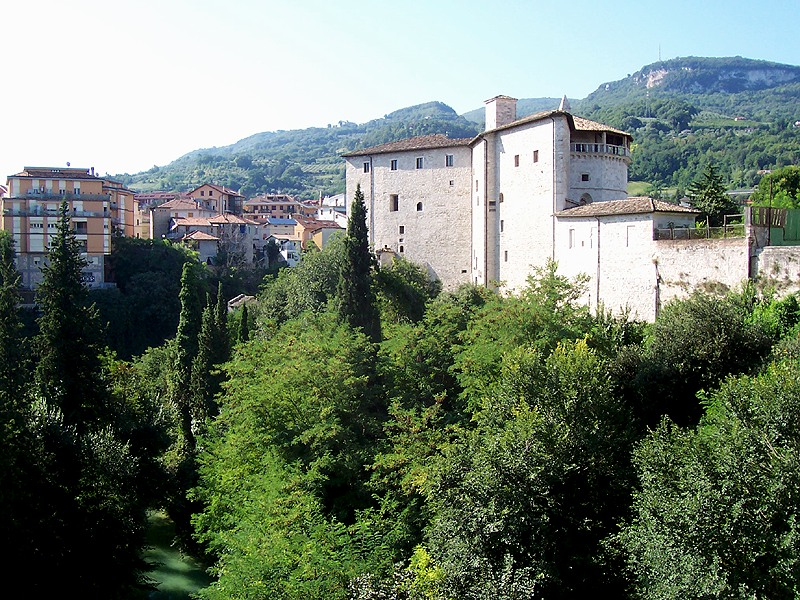
Pevnost Malatesta
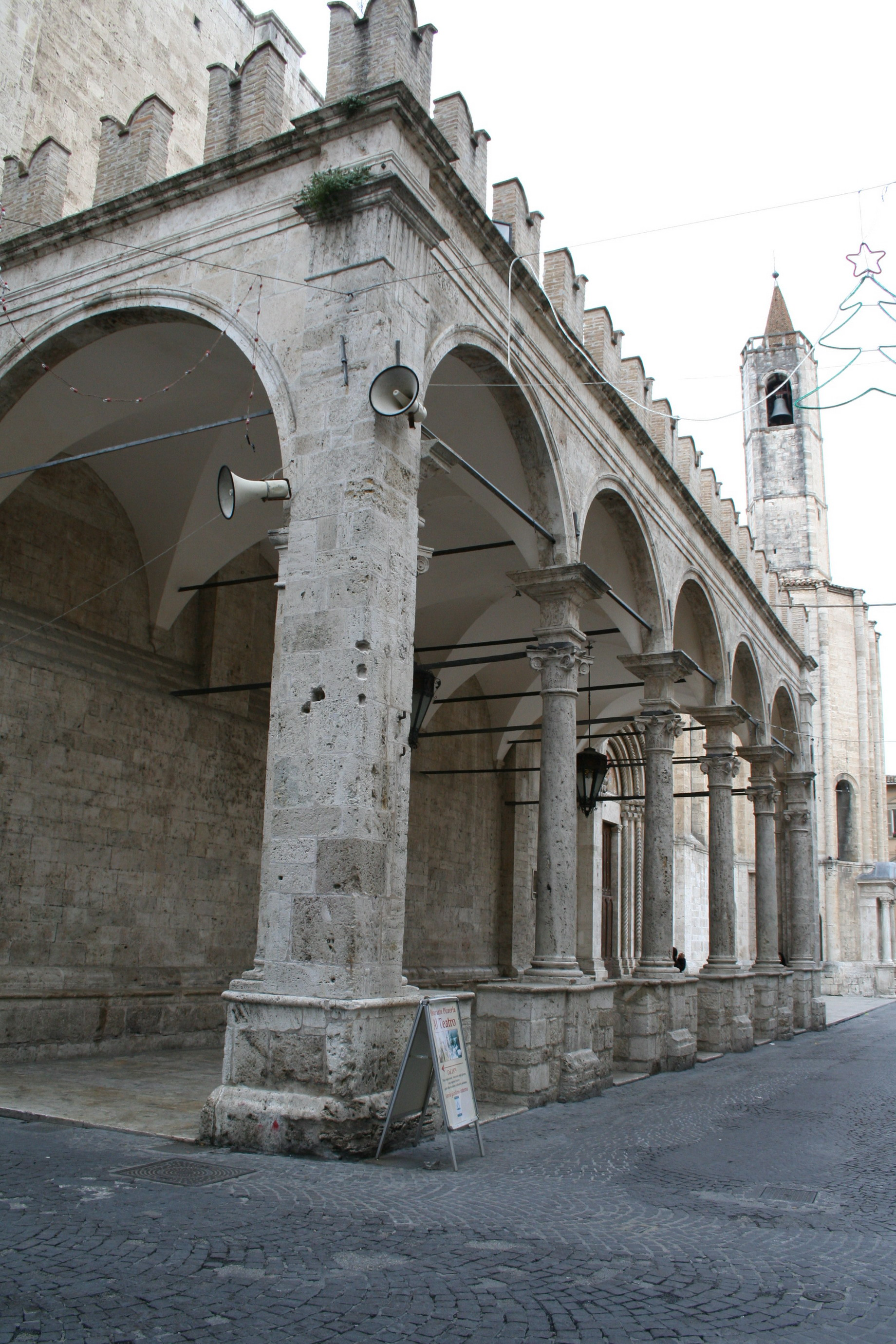
Lodžie obchodníků se suknem
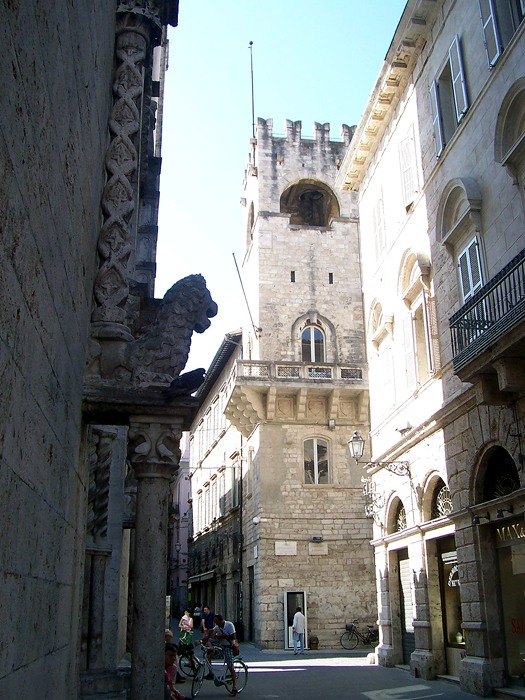
Věž Alvitreti

## Sport
Ve městě působí fotbalový klub Ascoli Calcio 1898.

## Části města
Bivio Giustimana, Campolungo-villa sant'Antonio, Caprignano, Carpineto, Casa circondariale, Casalena, Casamurana, Case di Cioccio, Casette, Castel di Lama stazione, Castel Trosino, Cervara, Colle, Colle san Marco, Colloto, Colonna, Colonnata, Faiano, Funti, Giustimana, Il Palazzo, Lago, Lisciano, Lisciano di Colloto, Montadamo, Morignano, Mozzano, Oleificio Panichi, Palombare, Pedana, Piagge, Pianaccerro, Poggio di Bretta, Polesio, Ponte Pedana, Porchiano, Rosara, San Pietro, Santa Maria a Corte, Talvacchia, Taverna di mezzo, Trivigliano-villa Pagani, Tronzano, Valle Fiorana, Valle Senzana, Valli, Vena piccola, Venagrande, Villa S. Antonio.

## Osobnosti města
- Lazzaro Morelli (1608 – 1690), barokní sochař
- Mauro Calibani (*1974), italský mistr světa v boulderingu

## Partnerská města
- Trevír, Porýní-Falc, Německo, 1958
- Massy, Francie, 1997
- Banská Bystrica, Slovensko
- Chattanooga, Tennessee, USA, 2006
- Bayonne, Francie, od 2008
- Norcia, Itálie, od 2010
- Amatrice, Itálie, od 2010
- Veles, Severní Makedonie, od 2011
- Civitella del Tronto, Itálie, od 2015